# أغنيس بالدوين بريت
أغنيس بالدوين بريت (بالإنجليزية: Agnes Baldwin Brett)‏ هي عالمة عملات أمريكية، ولدت في 1876، وتوفيت في 1955.